# Петрушка (персонаж)
Петрушка — герой російського народного театру ляльок. Перша згадка про Петрушку датується 1636 роком (Олеарій). Як зовнішність Петрушки — довгий ніс та ковпачок с китичкою, — так і сценки, котрі він награвав, майже не змінювалися століттями.
Комедія з петрушкою розігрувалася на ярмарках і в балаганах. З деяких спогадів і щоденників 1840-х років слідує, що у Петрушки було повне ім'я: російський лялькар Сергій Образцов, називав Петрушку Петром Петровичем Уксусовим (оповідання «Чотири Братці») або Ванько Рататуй. Існували основні сюжети: лікування Петрушки, навчання солдатської службі, сцена з нареченою, покупка коня і його випробування. Сюжети передавалися від актора до актора, з вуст у вуста. Ні в одного персонажа російського театру не було популярності, рівної популярності Петрушки. В лялькових дійствах разом із Петрушкою брали участь інші персонажі: циган, лікар, квартальний, капрал і т. д.
Образ Петрушки увічнений в однойменному балеті Ігоря Стравінського.